# بيتر مالوني (ممثل)
بيتر مالوني (بالإنجليزية: Peter Maloney)‏ هو ممثل أمريكي، ولد في 23 نوفمبر 1944 في شيكاغو في الولايات المتحدة.

## أعمال

### أفلام
- (1979) قصة حب قصيرة
- (1982) الشيء
- (1991) جي اف كي[4]
- (1997) ساحة واشنطن[5]
- (2000) مرثية حلم[6]

### مسلسلات
- فتاة النميمة
- قانون ونظام

## وصلات خارجية
- بيتر مالوني على موقع IMDb (الإنجليزية)
- بيتر مالوني على موقع ألو سيني (الفرنسية)
- بيتر مالوني على موقع أول موفي (الإنجليزية)
- بيتر مالوني على موقع قاعدة بيانات برودواي على الإنترنت (الإنجليزية)
- بيتر مالوني على موقع قاعدة بيانات الأفلام السويدية (السويدية)
- بيتر مالوني على موقع قاعدة بيانات الفيلم (الإنجليزية)
- بيتر مالوني على موقع كينوبويسك (الروسية)